# Ginnastica acrobatica
La ginnastica acrobatica, o acrogym, è una disciplina della ginnastica; in passato in Italia aveva anche il nome di acrosport. È una disciplina eseguibile in combinazione di due, tre o quattro persone.
Questa disciplina si pratica a livello agonistico.

L'acrosport è una ginnastica di tipo acrobatico derivante dalla ginnastica artistica eseguita su una base musicale che prevede la combinazione di movimenti, elementi coreografici e complessi elementi di acrobatica attraverso un preciso lavoro posturale.
Si svolge sulla pedana del corpo libero a coppie (femminili, maschili o miste), in trii (femminili) o quartetti (maschili), una squadra dove prevale il lavoro di gruppo, la fiducia e la responsabilità di ciascuno nei confronti degli altri compagni ma dove è comunque indispensabile l'apporto individuale. È una disciplina che impegna l'atleta sia sotto il profilo fisico che psicologico.
Nel 2011, la finale di Coppa del Mondo di Ginnastica Acrobatica, organizzata dalla Federazione Sammarinese di Ginnastica, si è tenuta per la prima volta in Italia, a Forlì, dall'11 al 13 novembre, con grande successo di pubblico.

## Calcolo coefficiente di difficoltà
Ogni esercizio deve soddisfare alcune Esigenze Specifiche (SR - Special Requirements). Ad esempio deve essere eseguito un numero minimo di elementi per non incorrere in penalità per mancanza di elementi.
Ogni elemento tecnico eseguito ha un valore. La somma dei valore degli elementi eseguiti dai ginnasti in un esercizio di gara, determina il valore dell'esercizio (DV - Difficulty Value). Il valore dell'esercizio a sua volta viene trasformato in un coefficiente di difficoltà (DM - Difficulty Mark).

## Punteggio di gara
Il punteggio di gara è determinato dalla somma di tre punteggi distinti: Difficoltà + Esecuzione + Artistico
Difficoltà - somma il valore degli elementi per trasformarli in un coefficiente che tranne per il Senior (che non ha limiti) può essere al massimo uguale a 10 pt. A questo punteggio vengono detratte le penalità nel caso in cui non siano state soddisfatte tutte le Esigenze Specifiche, o nel caso in cui non vengano rispettati i tempi di tenuta delle posizioni statiche dichiarate dall'allenatore sulla carta gara

Esecuzione - è il punteggio che, partendo da 10 pt, vede la sottrazione delle penalità inerenti alla corretta esecuzione tecnica degli elementi di coppia/gruppo e individuali e delle parti di collegamento tra gli elementi.

Artistico - è il punteggio che, partendo da 10 pt, vede la sottrazione delle penalità inerenti all'uso dello spazio, la scelta degli elementi, la scelta dei movimenti coreografici, l'espressività e il rapporto tra i partner.

In giuria è poi presente una figura, il CJP (Chair Judge Panel) che si occupa di infliggere penalità al punteggio finale per casi non presi in considerazione dalle altre giurie come abbigliamento scorretto, comportamento antisportivo, fuori pedana, penalità di taglia e simili.

## Categorie
Categorie internazionali
Senior - da 15 anni di età, programma libero

Age Group 13-19 - da 13 a 19 anni di età, programma libero a coefficiente di difficoltà massimo limitato

Age Group 12-18 - da 12 a 19 anni di età, programma libero a coefficiente di difficoltà massimo limitato (e ridotto rispetto al 13-19)

Age Group 11-16 - da 11 a 16 anni di età, programma quasi integralmente obbligatorio a coefficiente di difficoltà limitato
Categorie italiane
Serie A1 - da 11 di età, programma senior

Serie A2 - da 9 a 19 anni di età con non più di 6 anni di differenza tra i partner, programma Age Group 13-19

Serie B - da 8 a 19 anni di età con non più di 6 anni di differenza tra i partner, programma Age Group 11-16

Serie C1 - da 8 a 17 anni di età con non più di 6 anni di differenza tra i partner, programma estratto dall'Age Group 11-16

Serie C2 - da 8 a 15 anni di età con non più di 4 anni di differenza tra i partner, programma nazionale